# Rosenia
Rosenia là một chi thực vật có hoa trong họ Cúc (Asteraceae).

## Loài
Chi Rosenia gồm các loài: